# Bucculatrix armeniaca
Bucculatrix armeniaca is een vlinder uit de familie ooglapmotten (Bucculatricidae). De wetenschappelijke naam is voor het eerst geldig gepubliceerd in 1992 door Deschka.
De soort komt voor in Europa.